# Cónclave de 1769
El cónclave de 1769 se celebró en Roma tras el fallecimiento de Clemente XIII (2 de febrero de 1769) desde 15 de febrero al 19 de mayo de ese año (es decir, casi tres meses de duración). Participaron 46 cardenales y el cardenal decano fue Carlo Guidobono Cavalchini.
Tras 185 escrutinios, el cardenal Lorenzo Ganganelli fue elegido por unanimidad y tomó el nombre de Clemente XIV.

## Antecedentes
Consta que en febrero de 1764, desde la embajada de Francia, el primer secretario De la Houze envió un informe con los nombres de los cardenales que podían promoverse. Ante la posibilidad de que la elección del nuevo papa quedara prácticamente hecha antes de que llegaran los cardenales de España y Francia, se movilizaron también los embajadores.
Ya con motivo de una breve enfermedad del papa en septiembre de 1765, el embajador de España ante la Santa Sede, Tomás de Azpuru solicitó al ministro de Estado, Jerónimo Grimaldi, cómo proceder. Este le requirió información sobre los cardenales que participarían en el cónclave. En la respuesta del embajador el criterio decisivo para valorar a los candidatos es su posición ante la Compañía de Jesús.
El 3 de febrero de 1769 los embajadores de las monarquías borbónicas se reunieron para actuar de manera organizada.

En los conciliábulos de los embajadores la suerte de la compañía de Jesús ocupa un espacio considerable.[...] En un opúsculo del tiempo se intenta demostrar que el Papa estaba obligado en conciencia a suprimir la Compañía de Jesús sin proceso ni procedimiento probatorio, sino solo a partir de la mala fama en que ella había caído debido a su doctrina perversa, a sus negocios comerciales, a su ambición desmesurada y a los criminales atentados contra la vida de príncipes y la tranquilidad pública.
Pastor (1954:31-32)

## Desarrollo
El 15 de febrero se comenzó el cónclave con la presencia de solos 28 cardenales, número que fue en aumento en los días siguientes hasta el 30 de abril cuando se completó el número de los extranjeros con la llegada del cardenal Francisco de Solís, arzobispo de Sevilla. Por otro lado, la visita del emperador José II a Roma durante el mes de marzo también significó la suspensión temporal del cónclave. En este período aunque se realizaron más de 150 votaciones explorativas, ningún candidato obtuvo la mayoría necesaria.
Según una carta de Grimaldi a Azpuru del 21 de febrero, el rey de Nápoles Fernando I prometía retrasar la ocupación de Castro y Ronciglione esperando que el nuevo Papa se comprometiera a satisfacer de alguna manera al rey por el asunto de Parma y suprimir a la Compañía de Jesús. Por su parte la Corona portuguesa también dio a conocer su apoyo a la causa borbónica de encontrar un papa que fuera contrario a los jesuitas.
Para mayo y gracias a la intervención del cardenal de Bernis los cardenales filoborbónicos se pusieron de acuerdo para actuar en equipo.